# St Magnus Bay
Die St Magnus Bay ist eine Bucht des Nordatlantiks, die im Nordwesten der zu Schottland zählenden Shetlands liegt.

## Geographie
Die Bucht ist halbkreisförmig, mit einem Durchmesser von etwa 19 Kilometern und einer Tiefe von bis zu 165 Metern. Räumlich liegt sie an der Westküste von Mainland. Die nördliche Grenze bildet Esha Ness, die südliche Ness of Melby. Ein schmaler Streifen, ganz im Osten, reicht zum Mavis Grind. In ihrem Bereich liegen mehrere Inseln, die größte ist Papa Stour im Süden, weitere sind Muckle Roe, Papa Little und Vementry. Es gibt in der Wissenschaft den Ansatz, dass die runde Form auf den Einschlag eines Meteoriten vor etwa 30 Millionen Jahren zurückgeht.

## Herkunft des Namens
Benannt ist die Bucht nach dem heiligen Magnús.